# أناستازيا باتوييفا
أناستازيا باتوييفا (الروسية: Анастасия Батуева) (ولدت عام 1987) هي لاعبة كرة يد من كازاخستان. تلعب في صفوف منتخب كازاخستان لكرة اليد للسيدات وشاركت في بطولة العالم لكرة اليد للسيدات 2011 في البرازيل.